# Stuttgart Masters

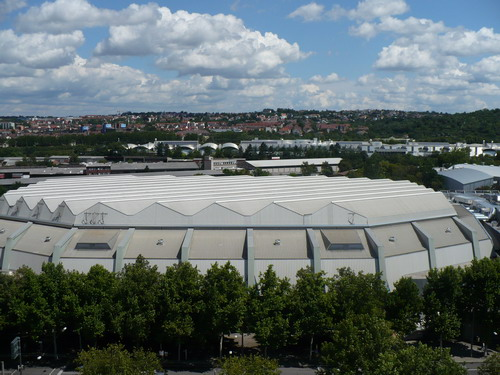
Der Veranstaltungsort des Turniers, die Hanns-Martin-Schleyer-Halle.

Das Stuttgart Masters (offiziell Tennis Masters Series Stuttgart) war ein deutsches Herren-Tennisturnier in Stuttgart, das zuletzt in der Halle auf Hartplatz gespielt wurde.

## Geschichte
Der Wettbewerb wurde von 1990 bis 2001 ausgetragen, zwischen 1990 und 1997 wurde auf Teppichbelag gespielt, danach wechselte man zu Hartplätzen. Schon 1988 und 1989 fand auf der Anlage ein Einladungsturnier mit acht Spielern statt. Bis einschließlich 1995 fand das Hallenturnier im Februar statt und war Teil der ATP Championship Series. Dann wurden die Hallenturniere mehrmals hin- und hergeschoben, sodass im November 1995 einmalig mit der Stuttgarter Lizenz ein Masters-Turnier in Essen stattfand. Diesen Termin sowie den Status als Master übernahm fortan ab 1996 und bis 2001 die Veranstaltung in Stuttgart.
Veranstaltungsort war die Hanns-Martin-Schleyer-Halle. 2002 wurde das Turnier wegen zu geringer Zuschauerzahlen und fehlenden Sponsoren eingestellt und vom Wettbewerb in Madrid abgelöst.

## Siegerliste
Rekordsieger des Turniers sind Stefan Edberg, Boris Becker und Richard Krajicek, die das Turnier jeweils zweimal gewinnen konnten; Krajicek und Becker je einmal auch im Rahmen der Masters Series. Im Doppel gewannen Sébastien Lareau und Alex O’Brien das Turnier zweimal und sind damit die einzigen mehrfachen Titelträger.

### Einzel
| Jahr        | Sieger               | Finalgegner        | Finalergebnis              |
| ----------- | -------------------- | ------------------ | -------------------------- |
| 2001        | Tommy Haas           | Maks Mirny         | 6:2, 6:2, 6:2              |
| 2000        | Wayne Ferreira       | Lleyton Hewitt     | 7:66, 3:6, 6:75, 7:62, 6:2 |
| 1999        | Thomas Enqvist       | Richard Krajicek   | 6:1, 6:4, 5:7, 7:5         |
| 1998        | Richard Krajicek (2) | Jewgeni Kafelnikow | 6:4, 6:3, 6:3              |
| 1997        | Petr Korda           | Richard Krajicek   | 7:66, 6:2, 6:4             |
| 1996        | Boris Becker (2)     | Pete Sampras       | 3:6, 6:3, 3:6, 6:3, 6:4    |
| 1995 (Okt.) | Thomas Muster        | MaliVai Washington | 7:6, 2:6, 6:3, 6:4         |
| 1995 (Feb.) | Richard Krajicek (1) | Michael Stich      | 7:64, 6:3, 6:76, 1:6, 6:3  |
| 1994        | Stefan Edberg (2)    | Goran Ivanišević   | 4:6, 6:4, 6:2, 6:2         |
| 1993        | Michael Stich        | Richard Krajicek   | 4:6, 7:5, 7:64, 3:6, 7:5   |
| 1992        | Goran Ivanišević     | Stefan Edberg      | 6:75, 6:3, 6:4, 6:4        |
| 1991        | Stefan Edberg (1)    | Jonas Svensson     | 6:2, 3:6, 7:5, 6:2         |
| 1990        | Boris Becker (1)     | Ivan Lendl         | 6:2, 6:2                   |

### Doppel
| Jahr        | Sieger                                | Finalgegner                       | Finalergebnis   |
| ----------- | ------------------------------------- | --------------------------------- | --------------- |
| 2001        | Maks Mirny Sandon Stolle              | Ellis Ferreira Jeff Tarango       | 7:60, 7:64      |
| 2000        | Jiří Novák David Rikl                 | Donald Johnson Piet Norval        | 3:6, 6:3, 6:4   |
| 1999        | Byron Black Jonas Björkman            | David Adams John-Laffnie de Jager | 6:76, 7:62, 6:0 |
| 1998        | Sébastien Lareau (2) Alex O’Brien (2) | Mahesh Bhupathi Leander Paes      | 6:3, 3:6, 7:5   |
| 1997        | Todd Woodbridge Mark Woodforde        | Rick Leach Jonathan Stark         | 6:3, 6:3        |
| 1996        | Sébastien Lareau (1) Alex O’Brien (1) | Jacco Eltingh Paul Haarhuis       | 3:6, 6:4, 6:3   |
| 1995 (Okt.) | Jacco Eltingh Paul Haarhuis           | Cyril Suk Daniel Vacek            | 7:5, 6:4        |
| 1995 (Feb.) | Grant Connell Patrick Galbraith       | Cyril Suk Daniel Vacek            | 6:2, 6:2        |
| 1994        | David Adams Andrei Olchowski          | Grant Connell Patrick Galbraith   | 6:7, 6:4, 7:6   |
| 1993        | Mark Kratzmann Wally Masur            | Steve DeVries David Macpherson    | 6:3, 7:6        |
| 1992        | Tom Nijssen Cyril Suk                 | John Fitzgerald Anders Järryd     | 6:3, 6:7, 6:3   |
| 1991        | Sergio Casal Emilio Sánchez           | Jeremy Bates Nick Brown           | 6:3, 7:5        |
| 1990        | Guy Forget Jakob Hlasek               | Michael Mortensen Tom Nijssen     | 6:3, 6:2        |